# Banga (Cotabato du Sud)
Pour les articles homonymes, voir Banga.
Banga est une localité de la province de Cotabato du Sud, aux Philippines. En 2015, elle compte 83 989 habitants.